# 사디크 알마흐디

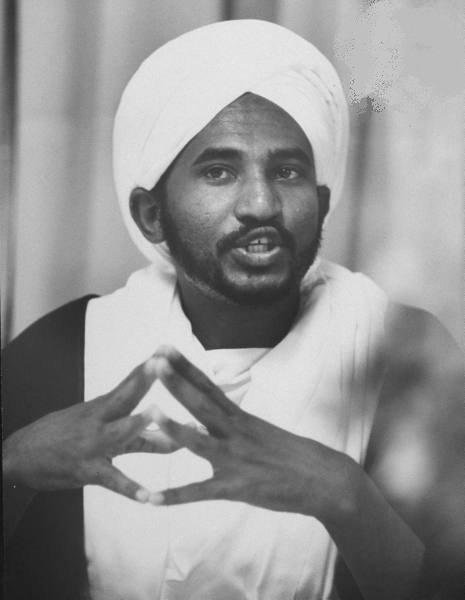
사디크 알마흐디

사디크 알마흐디(아랍어: الصادق المهدي, 1935년 12월 25일~2020년 11월 26일)는 수단의 정치인이다.
수단 옴두르만에 위치한 알아바시아에서 수단의 정치인인 아브드 알라흐만 알마흐디의 손자, 수단의 이슬람교 지도자인 무함마드 아마드의 증손자로 태어났으며 옥스퍼드 대학교에서 철학 학사, 경제학 학사, 정치학 석사 학위를 받았다. 1966년 7월 27일부터 1967년 5월 18일까지 수단의 총리를 역임했다. 1986년 5월 6일에 수단의 총리로 다시 취임했지만 1989년 6월 30일 오마르 알바시르가 일으킨 군사 쿠데타로 인해 아메드 알미르가니 대통령과 함께 축출되고 만다.
2020년 11월 26일 아랍에미리트 아부다비에 위치한 병원에서 코로나19 확진을 받고, 합병증으로 사망하였다.

## 역대 선거 결과
| 선거명      | 직책명        | 대수 | 정당       | 득표율 | 득표수   | 결과 | 당락 |
| ----------- | ------------- | ---- | ---------- | ------ | -------- | ---- | ---- |
| 2010년 선거 | 수단의 대통령 | 9대  | 전국우마당 | 0.96%  | 96,868표 | 5위  | 낙선 |

## 같이 보기
- 제1차 수단 내전
- 제2차 수단 내전